# Érable de Pennsylvanie
Pour les articles homonymes, voir Bois-d’orignal.
Acer pensylvanicum
Espèce
Classification APG III (2009)
Répartition géographique
L’érable de Pennsylvanie ou érable jaspé (Acer pensylvanicum) est l'unique «érable à peau de serpent» qui ne soit pas originaire d'Asie mais du nord-est de l’Amérique du Nord (et principalement de Pennsylvanie). Il appartient à la section Macrantha de la classification des érables et a été introduit en Europe en 1755. L’équivalent asiatique est Acer tegmentosum.
L'orthographe pensylvanicum (avec un n absent) est celle utilisée à l'origine par Carl von Linné.

## Description

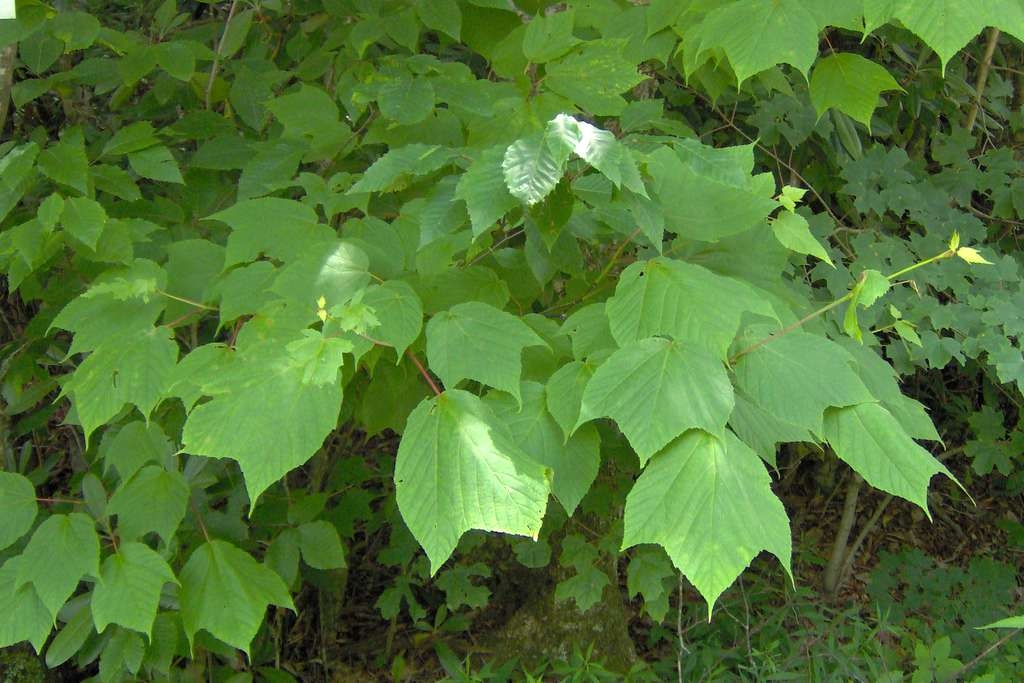
Feuilles d'érable de Pennsylvanie

De croissance rapide, il pousse dans les bois humides de l'est du Canada où il est très apprécié des orignaux (d'où son nom anglais de "moosewood"). Il peut mesurer jusqu'à 10 mètres de haut et vivre une centaine d'années. Il est très rustique (jusqu'à -15 °C) et pousse aussi bien au soleil qu'en zone ombragée.
Ses feuilles vertes à pétiole rouge virent au jaune clair en automne.
Il existe deux sous-espèces importantes :
- l'érable jaspé de gris (Acer pensylvanicum subsp. rufinerve)
- l'érable jaspé de rouge (Acer pensylvanicum subsp. capillipes)

Le cultivar erythrocladum (Späth, 1904) a une très belle écorce rose striée de blanc en hiver.
Il se reproduit très facilement par semis à partir de ses nombreuses graines produites en grappes retombantes mais il est aussi possible de le greffer sur Acer platanoides (section Platanoidea).

## Répartition
Zone de la forêt feuillue; en Gaspésie, dans la vallée du Saguenay et l'île d'Anticosti.